# Like an Ever Flowing Stream
A Like an Ever Flowing Stream a svéd Dismember 1991-ben megjelent debütáló nagylemeze, mely a Nuclear Blast kiadó gondozásában jelent meg. A korong a korai svéd death metal egyik legikonikusabb és legnagyobb hatású albuma, mely meghozta a zenekar számára a nemzetközi áttörést. A ma már klasszikusnak számító album, későbbi zenekarok százaira gyakorolt felbecsülhetetlen hatást, mely a svéd hangzású death metal legfontosabb albuma az Entombed Left Hand Path, a Grave Into the Grave és az Unleashed Where No Life Dwells korongjai mellett. Phil Freeman az AllMusic kritikusa kifejti, hogy ez a punkos egyszerűségű, rendkívűl torz hangzású gitárokkal előadott brutális zene, odatehető a floridai death metal zenekarok klasszikus lemezei mellé is. Érdekesség, hogy az Override of the Overture című dal gitárszólóját Nicke Andersson játszotta fel, aki ekkoriban az Entombed tagja volt. Az album 2010-ben bekerült a Decibel Magazine "Hírességek Csarnokába" is.
A lemez címe utalás a Bibliában található Ámós könyvére (5:24), melyben a Let justice roll down like waters, and righteousness like an ever-flowing stream kifejezés olvasható (Hanem folyjon az ítélet, mint a víz, és az igazság, mint a bővizű patak). Az albumon található Skin Her Alive című dal, nagy felháborodást váltott ki az Egyesült Királyságban, trágár sorai miatt.
A Soon to Be Dead című dalra egy videót is forgattak, a borítót pedig a death metal körökben népszerű Dan Seagrave festette. Az anyag több újrakiadást is megélt, először 1996-ban, majd 2005-ben is megjelent.

## Számlista
Az összes dal szerzője : Dismember. 
| 1.    | Override of the Overture | 5:15 |
| 2.    | Soon to Be Dead          | 1:55 |
| 3.    | Bleed for Me             | 3:20 |
| 4.    | And So Is Life           | 3:11 |
| 5.    | Dismembered              | 5:54 |
| 6.    | Skin Her Alive           | 2:15 |
| 7.    | Sickening Art            | 3:55 |
| 8.    | In Death's Sleep         | 5:21 |
| 31:06 |                          |      |

| 1996-os újrakiadás | 1996-os újrakiadás | 1996-os újrakiadás | 1996-os újrakiadás | 1996-os újrakiadás | 1996-os újrakiadás | 1996-os újrakiadás | 1996-os újrakiadás | 1996-os újrakiadás | 1996-os újrakiadás |
|                    | Cím                | Hossz              |                    |                    |                    |                    |                    |                    |                    |
| ------------------ | ------------------ | ------------------ | ------------------ | ------------------ | ------------------ | ------------------ | ------------------ | ------------------ | ------------------ |
| 9.                 | Deathevocation     | 4:45               |                    |                    |                    |                    |                    |                    |                    |
| 10.                | Defective Decay    | 4:03               |                    |                    |                    |                    |                    |                    |                    |
| 39:54              |                    |                    |                    |                    |                    |                    |                    |                    |                    |

| 2005-ös újrakiadás | 2005-ös újrakiadás   | 2005-ös újrakiadás | 2005-ös újrakiadás | 2005-ös újrakiadás | 2005-ös újrakiadás | 2005-ös újrakiadás | 2005-ös újrakiadás | 2005-ös újrakiadás | 2005-ös újrakiadás |
|                    | Cím                  | Hossz              |                    |                    |                    |                    |                    |                    |                    |
| ------------------ | -------------------- | ------------------ | ------------------ | ------------------ | ------------------ | ------------------ | ------------------ | ------------------ | ------------------ |
| 9.                 | Deathevocation       | 4:45               |                    |                    |                    |                    |                    |                    |                    |
| 10.                | Defective Decay      | 4:03               |                    |                    |                    |                    |                    |                    |                    |
| 11.                | Torn Apart           | 4:43               |                    |                    |                    |                    |                    |                    |                    |
| 12.                | Justifiable Homicide | 3:17               |                    |                    |                    |                    |                    |                    |                    |
| 47:45              |                      |                    |                    |                    |                    |                    |                    |                    |                    |

## Közreműködők
Dismember
- Matti Kärki  –  ének
- Robert Senneback –  gitár
- David Blomqvist  –  szólógitár az Override of the Overture című dalban.
- Richard Diamon – basszusgitár
- Fred Estby  –  dob

Vendégzenész
- Nicke Andersson  –  gitárszóló az Override of the Overture című dalban.

Produkció
- Producer és keverés: Tomas Skogsberg és Fred Estby
- Felvétel és hangmérnök: Tomas Skogsberg
- Dan Seagrave  –  borító
- Gottfrid Jarnefors  – fotó